# Aeropuerto de Turku
El Aeropuerto de Turku (en finés: Turun lentoasema, en sueco: Åbo flygplats) (IATA: TKU, OACI: EFTU), está ubicado a 8 kilómetros de Turku, Finlandia. Atiende a unos 377,533 pasajeros al año, tratándose del quinto mayor de Finlandia por número de pasajeros. El aeropuerto cuenta con una segunda terminal dedicada a las aerolíneas bajo coste. Actualmente se pretende crear un centro logístico alrededor del aeropuerto de Turku, logrando que todo el transporte de carga sea concentrado en un mismo lugar. Desde el 1 de septiembre de 2008, TNT Air Cargo, ha convertido al aeropuerto de Turku en su centro logístico de carga en Finlandia.

## Aerolíneas y destinos

### Destinos nacionales
| Ciudad    | Nombre del aeropuerto         | Aerolíneas           |
| --------- | ----------------------------- | -------------------- |
| Helsinki  | Aeropuerto de Helsinki-Vantaa | Finnair              |
| Kittilä   | Aeropuerto de Kittilä         | Finnair (estacional) |
| Mariehamn | Aeropuerto de Mariehamn       | Air Leap             |

### Destinos internacionales
| Ciudades por países | Nombre del aeropuerto                | Aerolíneas                           | Aeronaves | Frecuencias semanales |      |
| Asia                | Asia                                 | Asia                                 | Asia      | Asia                  | Asia |
| ------------------- | ------------------------------------ | ------------------------------------ | --------- | --------------------- | ---- |
| Chipre              |                                      |                                      |           |                       |      |
| Lárnaca             | Aeropuerto Internacional de Lárnaca  | Wizz Air                             | A32x      |                       |      |
| Europa              |                                      |                                      |           |                       |      |
| España              |                                      |                                      |           |                       |      |
| Alicante            | Aeropuerto de Alicante-Elche         | Norwegian Air Shuttle (estacional)   | B737      |                       |      |
| Gran Canaria        | Aeropuerto de Gran Canaria           | Evelop Airlines (chárter estacional) | A3xx      |                       |      |
| Tenerife            | Aeropuerto de Tenerife Sur           | Evelop Airlines (chárter estacional) | A3xx      |                       |      |
| Letonia             |                                      |                                      |           |                       |      |
| Riga                | Aeropuerto Internacional de Riga     | AirBaltic                            | A220-371  |                       |      |
| Lituania            |                                      |                                      |           |                       |      |
| Kaunas              | Aeropuerto de Kaunas                 | Wizz Air                             | A32x      |                       |      |
| Macedonia del Norte |                                      |                                      |           |                       |      |
| Skopie              | Aeropuerto de Skopie                 | Wizz Air                             | A32x      |                       |      |
| Polonia             |                                      |                                      |           |                       |      |
| Cracovia            | Aeropuerto de Cracovia-Juan Pablo II | Wizz Air                             | A32x      |                       |      |
| Gdánsk              | Aeropuerto de Gdańsk-Lech Wałęsa     | Wizz Air                             | A32x      |                       |      |
| Varsovia            | Aeropuerto de Varsovia-Chopin        | Wizz Air                             | A32x      |                       |      |
| Serbia              |                                      |                                      |           |                       |      |
| Belgrado            | Aeropuerto de Belgrado-Nikola Tesla  | Wizz Air                             | A32x      |                       |      |
| Suecia              |                                      |                                      |           |                       |      |
| Estocolmo           | Aeropuerto de Estocolmo-Arlanda      | Scandinavian Airlines                |           |                       |      |

### Carga
| Aerolíneas  | Destinos                              |
| ----------- | ------------------------------------- |
| TNT Airways | Erfurt, Gotemburgo, Lieja, Tallin (*) |

(*) la ruta es:
Lieja - Turku - Tallin - Turku - Gotemburgo o Erfurt - Lieja

## Estadísticas
Ver fuente y consulta Wikidata.

## Logicity

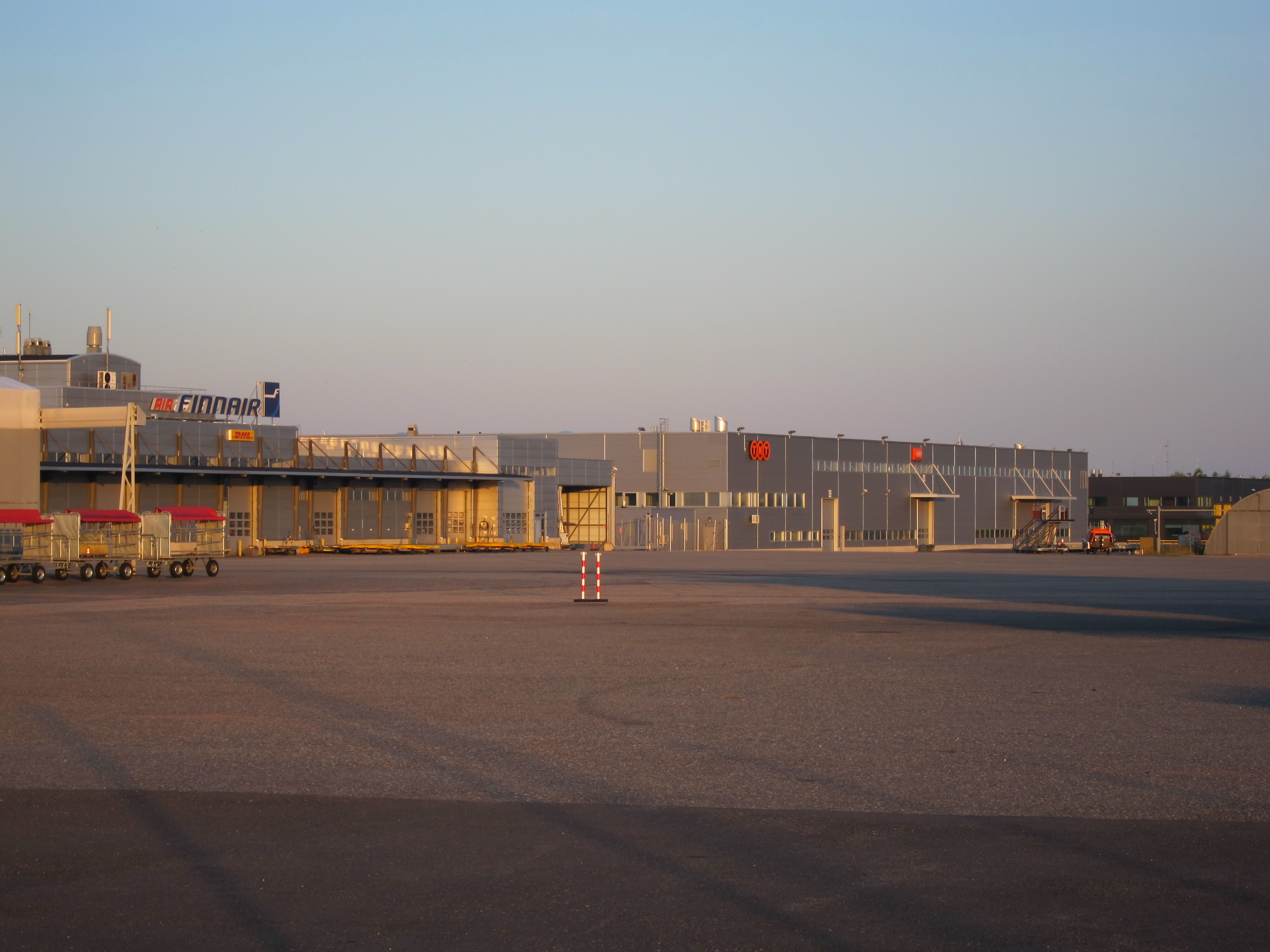
Terminales de Carga

Logicity es un proyecto de Pilot Turku Ltd (fundada en 2003) para promocionar las operaciones logísticas en la región de Turku. Logicity será un centro logístico construido junto al aeropuerto de Turku. El plan es unir todos los tipos de transporte con características como, que el aeropuerto de Turku está a solo veinte minutos de los importantes puertos marítimos del Puerto de Turku y el Puerto de Naantali comparables al Puerto de Vuosaari en Helsinki. Tanto la autovía E18 a St. Petersburgo como la E63 a Tampere lo hacen pasando por el aeropuerto de Turku, así como el transporte ferroviario a Rusia y China también pasa por la zona de Logicity. Pilot Turku describe la región de Turku como "el punto de encuentro del este, el oeste y los países Nórdicos" y como "el centro de transporte multimodal del Triángulo Nórdico".
Se cree que Logicity creará unos 3.000 a 5.000 empleos nuevos. La longitud de pista del aeropuerto de Turku será ampliada a 3.000 metros para cubrir las demandas actuales. Hay diversos planes para mejorar la zona próxima: nuevas carreteras, centros comerciales, parques industriales, terminales logísticas y oficinas. De hecho es ya una de las grandes zonas comerciales junto con el anillo vial de la E18 que se encuentra a pocos kilómetros. Logicity está planteada en dos fases que en su primera fase contempla la construcción de 400.000 metros cuadrados de espacio hábil y en su segunda fase aumentando el espacio a 1.000.000 metros cuadrados. Muchos pueblos vecinos están envueltos en el proyecto como accionistas de Pilot Turku, como Kaarina, Lieto, Naantali y Turku.

## Conexiones de transporte

### En bus

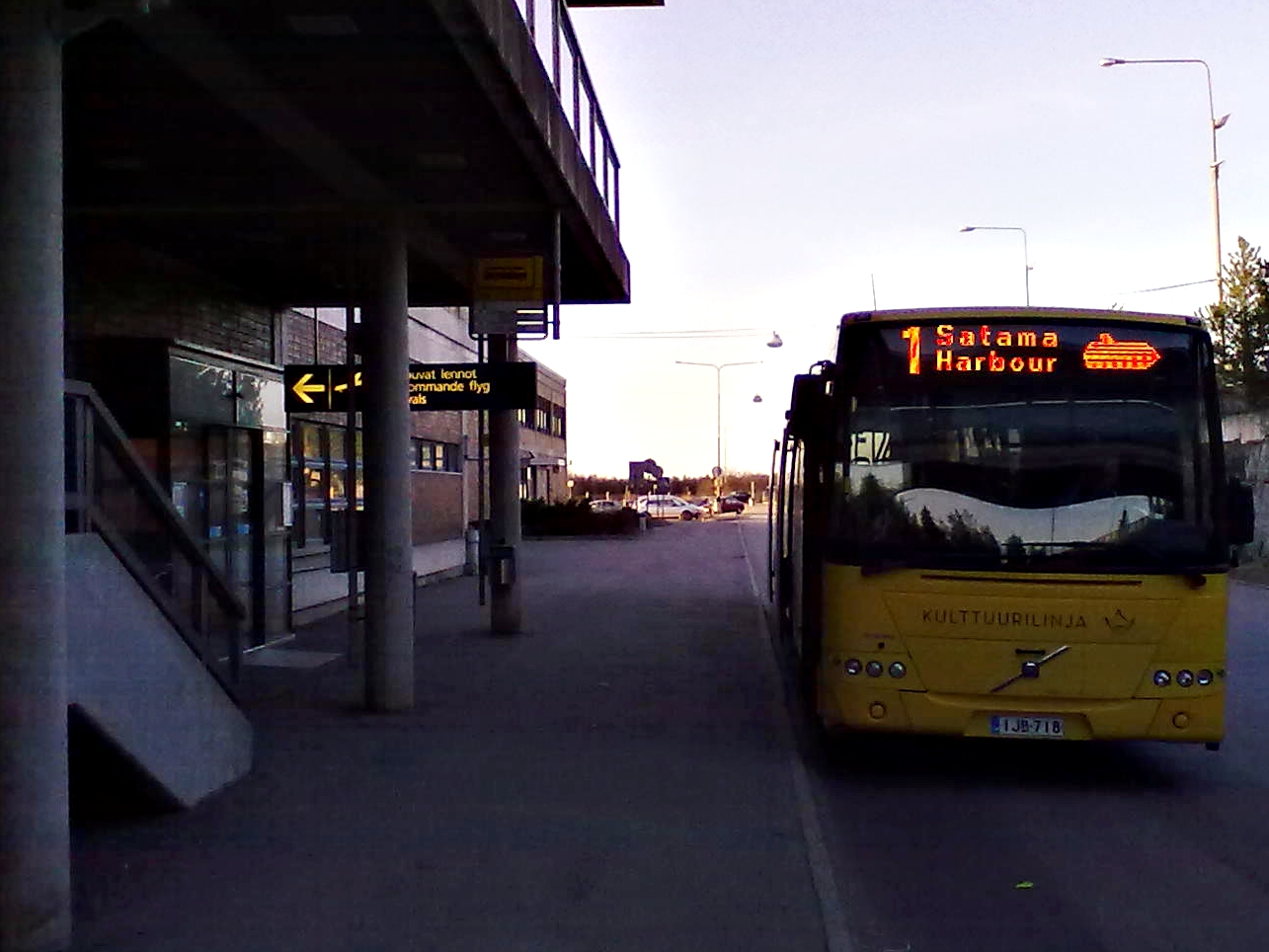
El autobús n.º 1 está a la espera de los pasajeros frente a la terminal 1

El bus 1 sale del aeropuerto cada veinte minutos. Se puede adquirir el billete a bordo y es válido durante las dos siguientes horas en los buses locales de la ciudad. El autobús 1 va por la Plaza Market (Kauppatori, centro de buses local) al puerto de Turku donde se proporcionan excelentes conexiones con Estocolmo con los barcos que transitan el Mar Báltico (Ruotsinlaiva). El bus 1 funciona de 05:20 a 00:50. El último bus del aeropuerto puede esperar 10 minutos adicionales si fuera necesario.

### En taxi
Suele haber taxis después de cada vuelo regular, pero se puede solicitar uno llamando al +358 (0)2 10041. La tarifa de taxi ronda los 17€ a Turku y el trayecto dura unos 20 minutos.

## Historia
El Aeropuerto de Turku fue el primer aeropuerto de Finlandia construido en Artukainen en 1935. Operó como el principal aeropuerto de Turku hasta que fue construido en nuevo aeropuerto en la ubicación actual en 1955.

## Distrito

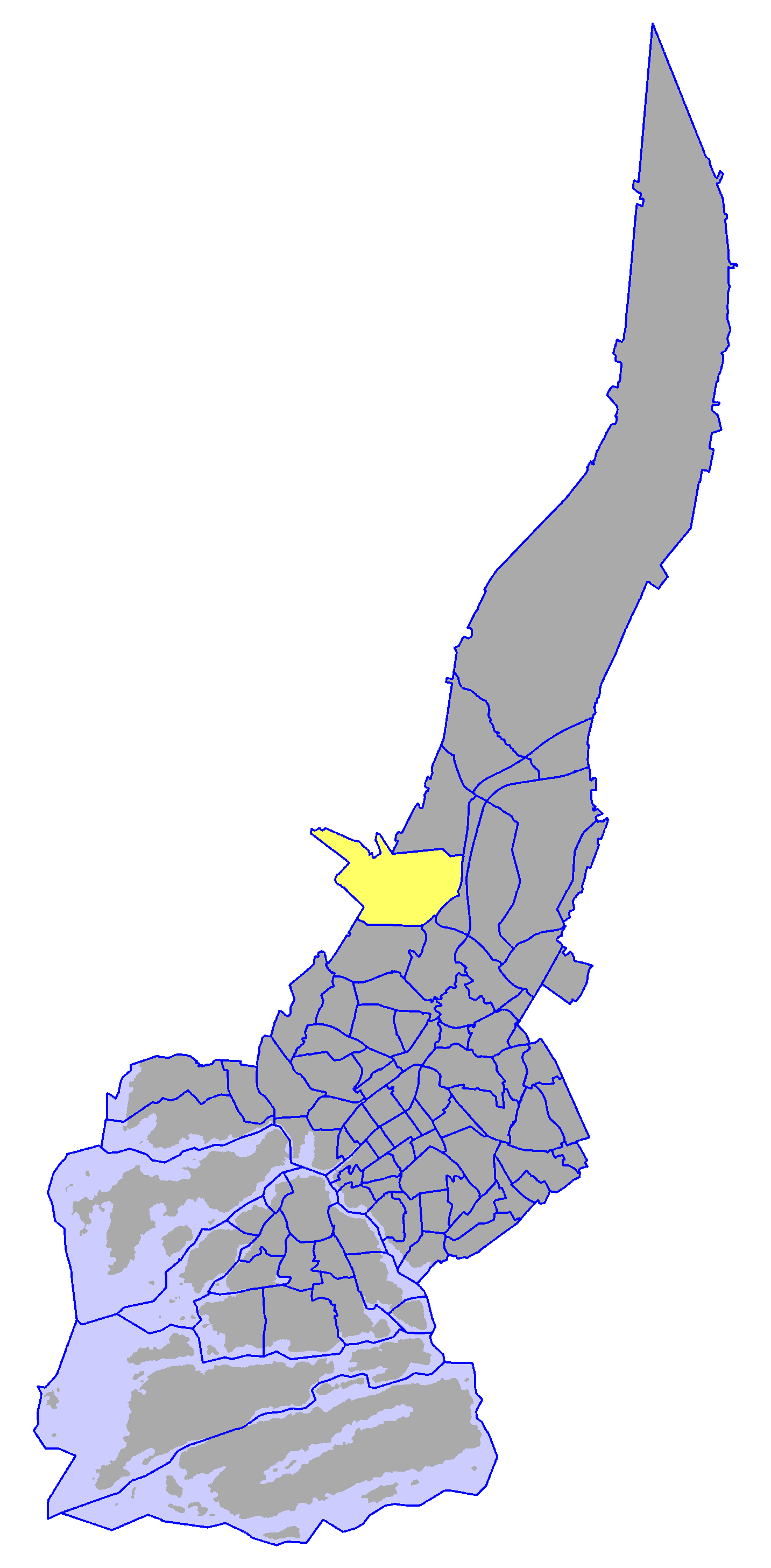
El distrito del aeropuerto de Turku Airport en el mapa de Turku.

El Aeropuerto de Turku es también un distrito en la campiña Maaria-Paattinen de Turku. El distrito tiene una población de 127 personas, y un crecimiento anual de 0.79%.